# Vincent Janssen
Vincent Janssen (født 15. juni 1994) er en hollandsk fodboldspiller, der spiller som angriber for Royal Antwerp FC.